# Cremnodes rufipes
Cremnodes rufipes är en stekelart som först beskrevs av Perkins 1962.  Cremnodes rufipes ingår i släktet Cremnodes och familjen brokparasitsteklar. Inga underarter finns listade i Catalogue of Life.